# Freedom House
Фридом хаус (енг. Freedom House, „кућа слободе“) је невладина организација (НВО) са седиштем у САД која спроводи истраживања над статусом демократије, политичке слободе и људских права у државама света. Фридом хаус је основан у октобру 1941. године. Међу оснивачима се налазе Вендел Вилки и Еленор Рузвелт, који су такође били први почасни председавајући организације.
Годишњи извештај организације Freedom in the World (Слобода у свету), у којем се процењује степен политичких и грађанских слобода у свакој земљи, је често цитиран од стране политиколога и новинара. Други уважени извештаји организације тичу надгледања статуса новинарства у односу на цензуру, застрашивање и насиље над новинарима, као и на јавни приступ информацијама у земљама широм света.

## ИзвештајДржаве у транзицији
Организација објављује три годишња извештаја, посвећена специфичним регионима. Међу ове спада извештај Nations in Transit (Државе у транзицији), посвећен питањима политичког управљања у земљама бившег Совјетског Савеза и источне Европе, укључујући државе бивше Југославије.

### Класификација демократије
У извештају се пре свега процењује ниво демократије на основу квантитативних процена степена одређених демократских параметара. Процена нивоа демократије у овом извештају укључује пет категорија: (1) консолидоване односно (2) делимично консолидоване демократије; (3) транзициони или хибридни режими; (4) делимично односно (5) консолидовани ауторитарни режими.

#### Србија и Црна Гора
У издању извештаја од маја 2020. године, ниво демократије у Србији и Црној Гори је за 2019. и 2020. годину спао у категорију „транзициони или хибридни режими“, након што је од 2010. био сврставан у категорију „делимично консолидоване демократије“. Међу другим европским државама, сличан тренд демократског назадовања (енг. democratic backsliding) се налази код Пољске (која је од 2010. спала са статуса „консолидоване“ на статус „делимично консолидоване демократије“) и Мађарске, која од 2020. године дели ниво процене и статус Србије, након што је током последње деценије спала за две категорије са статуса „консолидоване демократије“ на статус „хибридног режима“.

## Финансирање
Организација описује себе као „јасан глас за демократију и слободу широм света“. Критичари су изјавили да је организација пристрасна према америчким интересима. Шездесет шест посто (66%) финансија организације се састојало од субвенција америчке владе 2006. године – бројка која се до 2016. повећала на 86%. Ослањање на државно финансирање САД признато је као „проблем“ од стране Фридом хаус, али прихваћено је као „неопходно зло“.